# Liste des médaillées en natation féminine aux championnats d'Europe de natation
Liste des sportives médaillées en natation lors des championnats d'Europe de natation depuis la première édition de ces championnats à laquelle les femmes participent, en 1927.

## Nage libre

### 50 mètresnage libre
| Édition           | Or                     | Argent                          | Bronze                  |
| ----------------- | ---------------------- | ------------------------------- | ----------------------- |
| Schiltigheim 1987 | Tamara Costache        | Katrin Meißner                  | Christiane Pielke       |
| Bonn 1989         | Catherine Plewinski    | Daniela Hunger                  | Katrin Meißner          |
| Athènes 1991      | Simone Osygus          | Catherine Plewinski             | Inge de Bruijn          |
| Sheffield 1993    | Franziska van Almsick  | Linda Olofsson                  | Inge de Bruijn          |
| Vienne 1995       | Linda Olofsson         | Franziska van Almsick           | Angela Postma           |
| Séville 1997      | Natalya Meshcheryakova | Sandra Völker                   | Therese Alshammar       |
| Istanbul 1999     | Inge de Bruijn         | Therese Alshammar               | Alison Sheppard         |
| Helsinki 2000     | Therese Alshammar      | Wilma van Hofwegen              | Olga Mukomol            |
| Berlin 2002       | Therese Alshammar      | Martina Moravcová               | Aliaksandra Herasimenia |
| Madrid 2004       | Therese Alshammar      | Svetlana Khokhlova              | Sandra Völker           |
| Budapest 2006     | Britta Steffen         | Therese Alshammar               | Marleen Veldhuis        |
| Eindhoven 2008    | Marleen Veldhuis       | Hinkelien Schreuder             | Therese Alshammar       |
| Budapest 2010     | Therese Alshammar      | Hinkelien Schreuder             | Francesca Halsall       |
| Debrecen 2012     | Britta Steffen         | Hinkelien Schreuder             | Nery Mantey Niangkouara |
| Berlin 2014       | Francesca Halsall      | Sarah Sjöström                  | Jeanette Ottesen        |
| Londres 2016      | Ranomi Kromowidjojo    | Francesca Halsall               | Jeanette Ottesen        |
| Glasgow 2018      | Sarah Sjöström         | Pernille Blume                  | Ranomi Kromowidjojo     |
| Budapest 2020     | Ranomi Kromowidjojo    | Pernille Blume Katarzyna Wasick | NC                      |
| Rome 2022         | Sarah Sjöström         | Katarzyna Wasick                | Valerie van Roon        |
| Belgrade 2024     | Petra Senánszky        | Theodóra Drákou                 | Julie Kepp Jensen       |

### 100 mètresnage libre
| Édition           | Or                        | Argent                       | Bronze                  |
| ----------------- | ------------------------- | ---------------------------- | ----------------------- |
| Bologne 1927      | Marie Vierdag             | Joyce Cooper                 | Charlotte Lehmann       |
| Paris 1931        | Yvonne Godard             | Willy den Ouden              | Joyce Cooper            |
| Magdebourg 1934   | Willy den Ouden           | Rie Mastenbroek              | Gisela Arendt           |
| Londres 1938      | Ragnhild Hveger           | Birte Ove-Petersen           | Rie van Veen            |
| Monaco 1947       | Fritze Nathansen          | Johanna Termeulen            | Greta Andersen          |
| Vienne 1950       | Irma Heijting-Schuhmacher | Marie-Louise Linssen-Vaessen | Greta Andersen          |
| Turin 1954        | Katalin Szőke             | Judit Temes                  | Geertje Wielema         |
| Budapest 1958     | Kate Jobson               | Cocky Gastelaars             | Judy Grinham            |
| Leipzig 1962      | Heidi Pechstein           | Diana Wilkinson              | Ineke Tigelaar          |
| Utrecht 1966      | Martina Grunert           | Judit Turóczy                | Pauline Sillett         |
| Barcelone 1970    | Gabriele Wetzko           | Mirjana Šegrt                | Alexandra Jackson       |
| Vienne 1974       | Kornelia Ender            | Angela Franke                | Enith Brigitha          |
| Jönköping 1977    | Barbara Krause            | Enith Brigitha               | Petra Priemer           |
| Split 1981        | Caren Metschuck           | Birgit Meineke               | Conny van Bentum        |
| Rome 1983         | Birgit Meineke            | Kristin Otto                 | Conny van Bentum        |
| Sofia 1985        | Heike Friedrich           | Manuela Stellmach            | Conny van Bentum        |
| Schiltigheim 1987 | Kristin Otto              | Manuela Stellmach            | Tamara Costache         |
| Bonn 1989         | Katrin Meißner            | Manuela Stellmach            | Marianne Muis           |
| Athènes 1991      | Catherine Plewinski       | Karin Brienesse              | Simone Osygus           |
| Sheffield 1993    | Franziska van Almsick     | Martina Moravcová            | Catherine Plewinski     |
| Vienne 1995       | Franziska van Almsick     | Mette Jacobsen               | Karen Pickering         |
| Séville 1997      | Sandra Völker             | Martina Moravcová            | Antje Buschschulte      |
| Istanbul 1999     | Sue Rolph                 | Inge de Bruijn               | Sandra Völker           |
| Helsinki 2000     | Therese Alshammar         | Martina Moravcová            | Mette Jacobsen          |
| Berlin 2002       | Franziska van Almsick     | Martina Moravcová            | Alena Popchanka         |
| Madrid 2004       | Malia Metella             | Marleen Veldhuis             | Nery Mantey Niangkouara |
| Budapest 2006     | Britta Steffen            | Marleen Veldhuis             | Nery Mantey Niangkouara |
| Eindhoven 2008    | Marleen Veldhuis          | Hanna-Maria Seppälä          | Inge Dekker             |
| Budapest 2010     | Francesca Halsall         | Aliaksandra Herasimenia      | Femke Heemskerk         |
| Debrecen 2012     | Sarah Sjöström            | Britta Steffen               | Daniela Schreiber       |
| Berlin 2014       | Sarah Sjöström            | Femke Heemskerk              | Michelle Coleman        |
| Londres 2016      | Sarah Sjöström            | Ranomi Kromowidjojo          | Femke Heemskerk         |
| Glasgow 2018      | Sarah Sjöström            | Femke Heemskerk              | Charlotte Bonnet        |
| Budapest 2020     | Femke Heemskerk           | Marie Wattel                 | Anna Hopkin             |
| Rome 2022         | Marrit Steenbergen        | Charlotte Bonnet             | Freya Anderson          |
| Belgrade 2024     | Barbora Seemanová         | Barbora Janíčková            | Nikolett Pádár          |

### 200 mètresnage libre
| Édition           | Or                    | Argent              | Bronze                         |
| ----------------- | --------------------- | ------------------- | ------------------------------ |
| Barcelone 1970    | Gabriele Wetzko       | Mirjana Šegrt       | Yvonne Nieber                  |
| Vienne 1974       | Kornelia Ender        | Enith Brigitha      | Andrea Eife                    |
| Jönköping 1977    | Petra Thümer          | Barbara Krause      | Annelies Maas                  |
| Split 1981        | Carmela Schmidt       | Birgit Meineke      | Conny van Bentum               |
| Rome 1983         | Birgit Meineke        | Astrid Strauß       | Conny van Bentum               |
| Sofia 1985        | Heike Friedrich       | Manuela Stellmach   | Vania Argirova                 |
| Schiltigheim 1987 | Heike Friedrich       | Manuela Stellmach   | Liliana Dobrescu               |
| Bonn 1989         | Manuela Stellmach     | Marianne Muis       | Mette Jacobsen                 |
| Athènes 1991      | Mette Jacobsen        | Catherine Plewinski | Liliana Dobrescu               |
| Sheffield 1993    | Franziska van Almsick | Liliana Dobrescu    | Karen Pickering                |
| Vienne 1995       | Kerstin Kielgass      | Malin Nilsson       | Mette Jacobsen Karen Pickering |
| Séville 1997      | Michelle Smith        | Nadezhda Chemezova  | Camelia Potec                  |
| Istanbul 1999     | Camelia Potec         | Kerstin Kielgass    | Natalya Baranovskaya           |
| Helsinki 2000     | Natalya Baranovskaya  | Martina Moravcová   | Camelia Potec                  |
| Berlin 2002       | Franziska van Almsick | Camelia Potec       | Alena Popchanka                |
| Madrid 2004       | Camelia Potec         | Solenne Figuès      | Josefin Lillhage               |
| Budapest 2006     | Otylia Jędrzejczak    | Annika Liebs        | Laure Manaudou                 |
| Eindhoven 2008    | Sara Isakovič         | Camelia Potec       | Ágnes Mutina                   |
| Budapest 2010     | Federica Pellegrini   | Silke Lippok        | Ágnes Mutina                   |
| Debrecen 2012     | Federica Pellegrini   | Silke Lippok        | Ophélie-Cyrielle Étienne       |
| Berlin 2014       | Federica Pellegrini   | Katinka Hosszú      | Femke Heemskerk                |
| Londres 2016      | Federica Pellegrini   | Femke Heemskerk     | Charlotte Bonnet               |
| Glasgow 2018      | Charlotte Bonnet      | Femke Heemskerk     | Anastasia Guzhenkova           |
| Budapest 2020     | Barbora Seemanová     | Federica Pellegrini | Freya Anderson                 |
| Rome 2022         | Marrit Steenbergen    | Freya Anderson      | Isabel Marie Gose              |
| Belgrade 2024     | Barbora Seemanová     | Minna Ábrahám       | Nicole Maier                   |

### 400 mètresnage libre
| Édition           | Or                    | Argent                    | Bronze                   |
| ----------------- | --------------------- | ------------------------- | ------------------------ |
| Bologne 1927      | Marie Braun           | Marion Laverty            | Fritzi Löwy              |
| Paris 1931        | Marie Braun           | Joyce Cooper              | Yvonne Godard            |
| Magdebourg 1934   | Rie Mastenbroek       | Willy den Ouden           | Lilli Andersen           |
| Londres 1938      | Ragnhild Hveger       | Rie van Veen              | Fernande Caroen          |
| Monaco 1947       | Karen Harup           | Catherine Gibson          | Fernande Caroen          |
| Vienne 1950       | Greta Andersen        | Irma Heijting-Schuhmacher | Colette Thomas           |
| Turin 1954        | Ágota Sebő            | Valéria Gyenge            | Eša Ligorio              |
| Budapest 1958     | Jans Koster           | Corrie Schimmel           | Nan Rae                  |
| Leipzig 1962      | Adrie Lasterie        | Ineke Tigelaar            | Elisabeth Ljunggren      |
| Utrecht 1966      | Claude Mandonnaud     | Ada Kok                   | Tamara Sosnova           |
| Barcelone 1970    | Elke Sehmisch         | Gunilla Jonsson           | Karin Tülling            |
| Vienne 1974       | Angela Franke         | Cornelia Dörr             | Novella Calligaris       |
| Jönköping 1977    | Petra Thümer          | Annelies Maas             | Barbara Krause           |
| Split 1981        | Ines Diers            | Carmela Schmidt           | Jacquelene Willmott      |
| Rome 1983         | Astrid Strauß         | Anke Sonnenbrodt          | Irina Laricheva          |
| Sofia 1985        | Heike Friedrich       | Astrid Strauß             | Elena Dendeberova        |
| Schiltigheim 1987 | Heike Friedrich       | Astrid Strauß             | Stela Pura               |
| Bonn 1989         | Anke Möhring          | Heike Friedrich           | Manuela Melchiorri       |
| Athènes 1991      | Irene Dalby           | Beatrice Câșlaru          | Cristina Sossi           |
| Sheffield 1993    | Dagmar Hase           | Kerstin Kielgass          | Irene Dalby              |
| Vienne 1995       | Franziska van Almsick | Carla Geurts              | Irene Dalby              |
| Séville 1997      | Dagmar Hase           | Michelle Smith            | Kerstin Kielgass         |
| Istanbul 1999     | Camelia Potec         | Kerstin Kielgass          | Yana Klochkova           |
| Helsinki 2000     | Yana Klochkova        | Natalya Baranovskaya      | Camelia Potec            |
| Berlin 2002       | Yana Klochkova        | Éva Risztov               | Camelia Potec            |
| Madrid 2004       | Laure Manaudou        | Camelia Potec             | Yana Klochkova           |
| Budapest 2006     | Laure Manaudou        | Joanne Jackson            | Caitlin McClatchey       |
| Eindhoven 2008    | Federica Pellegrini   | Coralie Balmy             | Camelia Potec            |
| Budapest 2010     | Rebecca Adlington     | Ophélie-Cyrielle Étienne  | Lotte Friis              |
| Debrecen 2012     | Coralie Balmy         | Mireia Belmonte           | Ophélie-Cyrielle Étienne |
| Berlin 2014       | Jazmin Carlin         | Sharon van Rouwendaal     | Mireia Belmonte          |
| Londres 2016      | Boglárka Kapás        | Jazmin Carlin             | Mireia Belmonte          |
| Glasgow 2018      | Simona Quadarella     | Ajna Késely               | Holly Hibbott            |
| Budapest 2020     | Simona Quadarella     | Anna Egorova              | Boglárka Kapás           |
| Rome 2022         | Isabel Marie Gose     | Simona Quadarella         | Ajna Késely              |
| Belgrade 2024     | Ajna Késely           | Barbora Seemanová         | Francisca Martins        |

### 800 mètresnage libre
| Édition           | Or                | Argent                    | Bronze              |
| ----------------- | ----------------- | ------------------------- | ------------------- |
| Barcelone 1970    | Karin Neugebauer  | Linda de Boer             | Novella Calligaris  |
| Vienne 1974       | Cornelia Dörr     | Novella Calligaris        | Gudrun Wegner       |
| Jönköping 1977    | Petra Thümer      | Annelies Maas             | Marina Altmann      |
| Split 1981        | Carmela Schmidt   | Ines Diers                | Jackie Wilmott      |
| Rome 1983         | Astrid Strauß     | Anke Sonnenbrodt          | Sarah Hardcastle    |
| Sofia 1985        | Astrid Strauß     | Sarah Hardcastle          | Anke Möhring        |
| Schiltigheim 1987 | Anke Möhring      | Astrid Strauß             | Judit Csabai        |
| Bonn 1989         | Anke Möhring      | Astrid Strauß             | Irene Dalby         |
| Athènes 1991      | Irene Dalby       | Jana Henke                | Cristina Sossi      |
| Sheffield 1993    | Jana Henke        | Irene Dalby               | Olga Šplíchalová    |
| Vienne 1995       | Julia Jung        | Jana Henke                | Irene Dalby         |
| Séville 1997      | Kerstin Kielgass  | Carla Geurts              | Jana Henke          |
| Istanbul 1999     | Hannah Stockbauer | Kirsten Vlieghuis         | Jana Henke          |
| Helsinki 2000     | Flavia Rigamonti  | Chantal Strasser          | Kirsten Vlieghuis   |
| Berlin 2002       | Jana Henke        | Éva Risztov               | Hannah Stockbauer   |
| Madrid 2004       | Erika Villaécija  | Anja Čarman               | Camelia Potec       |
| Budapest 2006     | Laure Manaudou    | Rebecca Adlington         | Rebecca Cooke       |
| Eindhoven 2008    | Alessia Filippi   | Erika Villaécija          | Camelia Potec       |
| Budapest 2010     | Lotte Friis       | Ophélie-Cyrielle Étienne  | Federica Pellegrini |
| Debrecen 2012     | Boglárka Kapás    | Coralie Balmy             | Éva Risztov         |
| Berlin 2014       | Jazmin Carlin     | Mireia Belmonte           | Boglárka Kapás      |
| Londres 2016      | Boglárka Kapás    | Jazmin Carlin             | Tjaša Oder          |
| Glasgow 2018      | Simona Quadarella | Ajna Késely               | Anna Egorova        |
| Budapest 2020     | Simona Quadarella | Anastassia Kirpitchnikova | Anna Egorova        |
| Rome 2022         | Simona Quadarella | Isabel Marie Gose         | Merve Tuncel        |
| Belgrade 2024     | Ajna Késely       | Fleur Lewis               | Deniz Ertan         |

### 1 500 mètresnage libre
| Édition        | Or                | Argent                     | Bronze                   |
| -------------- | ----------------- | -------------------------- | ------------------------ |
| Eindhoven 2008 | Flavia Rigamonti  | Erika Villaécija           | Lotte Friis              |
| Budapest 2010  | Lotte Friis       | Grainne Murphy             | Erika Villaécija         |
| Debrecen 2012  | Mireia Belmonte   | Éva Risztov                | Erika Villaécija         |
| Berlin 2014    | Mireia Belmonte   | Boglárka Kapás             | Martina Rita Caramignoli |
| Londres 2016   | Boglárka Kapás    | Mireia Belmonte            | María Vilas Vidal        |
| Glasgow 2018   | Simona Quadarella | Sarah Köhler               | Ajna Késely              |
| Budapest 2020  | Simona Quadarella | Anastassia Kirpitchnikova  | Martina Caramignoli      |
| Rome 2022      | Simona Quadarella | Viktória Mihályvári-Farkas | Martina Caramignoli      |
| Belgrade 2024  | Vivien Jackl      | Celine Rieder              | Fleur Lewis              |

## Dos

### 50 mètresdos
| Édition        | Or                      | Argent                           | Bronze                  |
| -------------- | ----------------------- | -------------------------------- | ----------------------- |
| Istanbul 1999  | Sandra Völker           | Nina Zhivanevskaya               | Metka Sparavec          |
| Helsinki 2000  | Nina Zhivanevskaya      | Diana Mocanu                     | Ilona Hlaváčková        |
| Berlin 2002    | Nina Zhivanevskaya      | Sandra Völker                    | Aliaksandra Herasimenia |
| Madrid 2004    | Ilona Hlaváčková        | Nina Zhivanevskaya               | Alessandra Cappa        |
| Budapest 2006  | Janine Pietsch          | Aliaksandra Herasimenia          | Antje Buschschulte      |
| Eindhoven 2008 | Anastasia Zueva         | Nina Zhivanevskaya               | Sanja Jovanović         |
| Budapest 2010  | Aliaksandra Herasimenia | Daniela Samulski                 | Mercedes Peris Minguet  |
| Debrecen 2012  | Mercedes Peris Minguet  | Arianna Barbieri Sanja Jovanović |                         |
| Berlin 2014    | Francesca Halsall       | Georgia Davies                   | Mie Nielsen             |
| Londres 2016   | Francesca Halsall       | Mie Nielsen                      | Georgia Davies          |
| Glasgow 2018   | Georgia Davies          | Anastasia Fesikova               | Mimosa Jallow           |
| Budapest 2020  | Kira Toussaint          | Kathleen Dawson                  | Maaike de Waard         |
| Rome 2022      | Analia Pigrée           | Silvia Scalia                    | Maaike de Waard         |
| Belgrade 2024  | Danielle Hill           | Theodóra Drákou                  | Adela Piskorska         |

### 100 mètresdos
| Édition           | Or                         | Argent              | Bronze             |
| ----------------- | -------------------------- | ------------------- | ------------------ |
| Bologne 1927      | Willy den Turk             | Marie Braun         | Phyllis Harding    |
| Paris 1931        | Marie Braun                | Joyce Cooper        | Phyllis Harding    |
| Magdebourg 1934   | Rie Mastenbroek            | Gisela Arendt       | Puck Oversloot     |
| Londres 1938      | Cor Kint                   | Iet van Feggelen    | Birte Ove-Petersen |
| Monaco 1947       | Karen Harup                | Catherine Gibson    | Iet van Feggelen   |
| Vienne 1950       | Ria van der Horst          | Gertrud Herrbruck   | Greetje Galliard   |
| Turin 1954        | Geertje Wielema            | Joke de Korte       | Pat Symons         |
| Budapest 1958     | Judy Grinham               | Margaret Edwards    | Larisa Viktorova   |
| Leipzig 1962      | Ria van Velsen             | Corrie Winkel       | Veronika Holletz   |
| Utrecht 1966      | Christine Caron            | Linda Ludgrove      | Cristina Balaban   |
| Barcelone 1970    | Tinatin Lekveishvili       | Andrea Gyarmati     | Cobie Buter        |
| Vienne 1974       | Ulrike Richter             | Ulrike Tauber       | Enith Brigitha     |
| Jönköping 1977    | Birgit Treiber             | Ulrike Richter      | Kaire Indrikson    |
| Split 1981        | Ina Kleber                 | Cornelia Polit      | Carmen Bunaciu     |
| Rome 1983         | Ina Kleber                 | Cornelia Sirch      | Carmen Bunaciu     |
| Sofia 1985        | Birte Weigang              | Kathrin Zimmermann  | Natalya Shibayeva  |
| Schiltigheim 1987 | Kristin Otto               | Svenja Schlicht     | Kathrin Zimmermann |
| Bonn 1989         | Kristin Otto               | Krisztina Egerszegi | Anja Eichhorst     |
| Athènes 1991      | Krisztina Egerszegi        | Tünde Szabó         | Dagmar Hase        |
| Sheffield 1993    | Krisztina Egerszegi        | Nina Zhivanevskaya  | Sandra Völker      |
| Vienne 1995       | Mette Jacobsen             | Cathleen Rund       | Nina Zhivanevskaya |
| Séville 1997      | Antje Buschschulte         | Roxana Maracineanu  | Sandra Völker      |
| Istanbul 1999     | Sandra Völker              | Nina Zhivanevskaya  | Roxana Maracineanu |
| Helsinki 2000     | Nina Zhivanevskaya         | Diana Mocanu        | Louise Ørnstedt    |
| Berlin 2002       | Stanislava Komarova        | Sandra Völker       | Antje Buschschulte |
| Madrid 2004       | Laure Manaudou             | Stanislava Komarova | Nina Zhivanevskaya |
| Budapest 2006     | Laure Manaudou             | Antje Buschschulte  | Janine Pietsch     |
| Eindhoven 2008    | Anastasia Zueva            | Laure Manaudou      | Nina Zhivanevskaya |
| Budapest 2010     | Gemma Spofforth            | Elizabeth Simmonds  | Jenny Mensing      |
| Debrecen 2012     | Jenny Mensing              | Arianna Barbieri    | Simona Baumrtová   |
| Berlin 2014       | Katinka Hosszú Mie Nielsen |                     | Georgia Davies     |
| Londres 2016      | Mie Nielsen                | Katinka Hosszú      | Kathleen Dawson    |
| Glasgow 2018      | Anastasia Fesikova         | Georgia Davies      | Carlotta Zofkova   |
| Budapest 2020     | Kathleen Dawson            | Margherita Panziera | Maria Kameneva     |
| Rome 2022         | Margherita Panziera        | Media Harris        | Kira Toussaint     |
| Belgrade 2024     | Adela Piskorska            | Danielle Hill       | Roos Vanotterdijk  |

### 200 mètresdos
| Édition           | Or                  | Argent                       | Bronze                |
| ----------------- | ------------------- | ---------------------------- | --------------------- |
| Barcelone 1970    | Andrea Gyarmati     | Barbara Hofmeister           | Tinatin Lekveishvili  |
| Vienne 1974       | Ulrike Richter      | Ulrike Tauber                | Enith Brigitha        |
| Jönköping 1977    | Birgit Treiber      | Ulrike Richter               | Carmen Bunaciu        |
| Split 1981        | Cornelia Polit      | Jolanda de Rover             | Larisa Gorchakova     |
| Rome 1983         | Cornelia Sirch      | Kathrin Zimmermann           | Larisa Gorchakova     |
| Sofia 1985        | Cornelia Sirch      | Kathrin Zimmermann           | Jolanda de Rover      |
| Schiltigheim 1987 | Cornelia Sirch      | Kathrin Zimmermann           | Svenja Schlicht       |
| Bonn 1989         | Dagmar Hase         | Krisztina Egerszegi          | Kristin Otto          |
| Athènes 1991      | Krisztina Egerszegi | Tünde Szabó                  | Dagmar Hase           |
| Sheffield 1993    | Krisztina Egerszegi | Lorenza Vigarani             | Nina Zhivanevskaya    |
| Vienne 1995       | Krisztina Egerszegi | Dagmar Hase                  | Cathleen Rund         |
| Séville 1997      | Cathleen Rund       | Antje Buschschulte           | Roxana Maracineanu    |
| Istanbul 1999     | Roxana Maracineanu  | Yuliya Fomenko Cathleen Rund |                       |
| Helsinki 2000     | Nina Zhivanevskaya  | Diana Mocanu                 | Antje Buschschulte    |
| Berlin 2002       | Stanislava Komarova | Nina Zhivanevskaya           | Iryna Amshennikova    |
| Madrid 2004       | Stanislava Komarova | Anja Čarman                  | Sanja Jovanović       |
| Budapest 2006     | Esther Baron        | Iryna Amshennikova           | Melanie Marshall      |
| Eindhoven 2008    | Laure Manaudou      | Anastasia Zueva              | Nikolett Szepesi      |
| Budapest 2010     | Elizabeth Simmonds  | Gemma Spofforth              | Duane Da Rocha        |
| Debrecen 2012     | Alexianne Castel    | Jenny Mensing                | Duane Da Rocha        |
| Berlin 2014       | Duane Da Rocha      | Elizabeth Simmonds           | Daria Ustinova        |
| Londres 2016      | Katinka Hosszú      | Daryna Zevina                | Matea Samardžić       |
| Glasgow 2018      | Margherita Panziera | Daria Ustinova               | Katalin Burián        |
| Budapest 2020     | Margherita Panziera | Cassie Wild                  | Katalin Burián        |
| Rome 2022         | Margherita Panziera | Katie Shanahan               | Dóra Molnár           |
| Belgrade 2024     | Camila Rebelo       | Dóra Molnár                  | Eszter Szabó-Feltóthy |

## Brasse

### 50 mètresbrasse
| Édition        | Or                 | Argent                    | Bronze              |
| -------------- | ------------------ | ------------------------- | ------------------- |
| Istanbul 1999  | Ágnes Kovács       | Zoe Baker                 | Janne Schäfer       |
| Helsinki 2000  | Ágnes Kovács       | Zoe Baker                 | Sylvia Gerasch      |
| Berlin 2002    | Emma Igelström     | Svitlana Bondarenko       | Elena Bogomazova    |
| Madrid 2004    | Maria Östling      | Elena Bogomazova          | Majken Thorup       |
| Budapest 2006  | Elena Bogomazova   | Kate Haywood              | Ágnes Kovács        |
| Eindhoven 2008 | Janne Schäfer      | Yuliya Efimova            | Mirna Jukić         |
| Budapest 2010  | Yuliya Efimova     | Kate Haywood              | Jennie Johansson    |
| Debrecen 2012  | Petra Chocová      | Sycerika McMahon          | Caroline Ruhnau     |
| Berlin 2014    | Rūta Meilutytė     | Jennie Johansson          | Moniek Nijhuis      |
| Londres 2016   | Jennie Johansson   | Hrafnhildur Lúthersdóttir | Jenna Laukkanen     |
| Glasgow 2018   | Yuliya Efimova     | Imogen Clark              | Arianna Castiglioni |
| Budapest 2020  | Benedetta Pilato   | Ida Hulkko                | Yuliya Efimova      |
| Rome 2022      | Rūta Meilutytė     | Benedetta Pilato          | Imogen Clark        |
| Belgrade 2024  | Dominika Sztandera | Veera Kivirinta           | Olivia Klint Ipsa   |

### 100 mètresbrasse
| Édition           | Or                         | Argent                                 | Bronze              |
| ----------------- | -------------------------- | -------------------------------------- | ------------------- |
| Barcelone 1970    | Galina Prozoumenchtchikova | Uta Frommater                          | Alla Grebennikova   |
| Vienne 1974       | Christel Justen            | Renate Vogel                           | Ágnes Kaczander     |
| Jönköping 1977    | Ioulia Bogdanova           | Carola Nitschke                        | Ramona Reinke       |
| Split 1981        | Ute Geweniger              | Suki Brownsdon                         | Larisa Belokon      |
| Rome 1983         | Ute Geweniger              | Sylvia Gerasch                         | Tanya Bogomilova    |
| Sofia 1985        | Sylvia Gerasch             | Silke Hörner                           | Tanya Bogomilova    |
| Schiltigheim 1987 | Silke Hörner               | Manuela Dalla Valle                    | Sylvia Gerasch      |
| Bonn 1989         | Susanne Börnike            | Tanya Dangalakova                      | Manuela Dalla Valle |
| Athènes 1991      | Yelena Rudkovskaya         | Svitlana Bondarenko                    | Tanya Dangalakova   |
| Sheffield 1993    | Sylvia Gerasch             | Svitlana Bondarenko                    | Yelena Rudkovskaya  |
| Vienne 1995       | Brigitte Becue             | Svitlana Bondarenko                    | Ágnes Kovács        |
| Séville 1997      | Ágnes Kovács               | Svitlana Bondarenko                    | Brigitte Becue      |
| Istanbul 1999     | Ágnes Kovács               | Svitlana Bondarenko                    | Brigitte Becue      |
| Helsinki 2000     | Ágnes Kovács               | Sylvia Gerasch                         | Svitlana Bondarenko |
| Berlin 2002       | Emma Igelström             | Svitlana Bondarenko                    | Elena Bogomazova    |
| Madrid 2004       | Svitlana Bondarenko        | Elena Bogomazova                       | Mirna Jukić         |
| Budapest 2006     | Anna Khlistunova           | Kirsty Balfour                         | Ágnes Kovács        |
| Eindhoven 2008    | Mirna Jukić                | Alena Alekseeva                        | Joline Höstman      |
| Budapest 2010     | Yuliya Efimova             | Rikke Møller Pedersen Jennie Johansson | NC                  |
| Debrecen 2012     | Sarah Poewe                | Jennie Johansson                       | Marina García       |
| Berlin 2014       | Rikke Møller Pedersen      | Jennie Johansson                       | Arianna Castiglioni |
| Londres 2016      | Rūta Meilutytė             | Hrafnhildur Lúthersdóttir              | Chloé Tutton        |
| Glasgow 2018      | Yuliya Efimova             | Rūta Meilutytė                         | Arianna Castiglioni |
| Budapest 2020     | Sophie Hansson             | Arianna Castiglioni                    | Martina Carraro     |
| Rome 2022         | Benedetta Pilato           | Lisa Angiolini                         | Rūta Meilutytė      |
| Belgrade 2024     | Eneli Jefimova             | Lisa Mamié                             | Olivia Klint Ipsa   |

### 200 mètresbrasse
| Édition           | Or                         | Argent               | Bronze                    |
| ----------------- | -------------------------- | -------------------- | ------------------------- |
| Bologne 1927      | Hildegard Schrader         | Charlotte Mühe       | Hedy Bienenfeld           |
| Paris 1931        | Cecelia Wolstenholme       | Jenny Kastein        | Margery Hinton            |
| Magdebourg 1934   | Martha Genenger            | Hanni Hölzner        | Inger Kragh               |
| Londres 1938      | Inge Sørensen              | Doris Storey         | Jopie Waalberg            |
| Monaco 1947       | Nel van Vliet              | Éva Székely          | Jannie de Groot           |
| Vienne 1950       | Raymonde Vergauwen         | Lies Bonnier         | Jannie de Groot           |
| Turin 1954        | Ursula Happe               | Jytte Hansen         | Klára Killermann          |
| Budapest 1958     | Ada den Haan               | Anita Lonsbrough     | Wiltrud Urselmann         |
| Leipzig 1962      | Anita Lonsbrough           | Klenie Bimolt        | Ursula Küper              |
| Utrecht 1966      | Galina Prozoumenchtchikova | Irina Pozdnyakova    | Jill Slattery             |
| Barcelone 1970    | Galina Prozoumenchtchikova | Alla Grebennikova    | Dorothy Harrison          |
| Vienne 1974       | Karla Linke                | Anne-Katrin Schott   | Marina Yurchenya          |
| Jönköping 1977    | Ioulia Bogdanova           | Susanne Nielsson     | Eva-Marie Håkansson       |
| Split 1981        | Ute Geweniger              | Larisa Belokon       | Grazyna Dziedzic          |
| Rome 1983         | Ute Geweniger              | Sylvia Gerasch       | Olga Zelenkova            |
| Sofia 1985        | Tanya Bogomilova           | Sylvia Gerasch       | Silke Hörner              |
| Schiltigheim 1987 | Silke Hörner               | Ingrid Lempereur     | Svetlana Kuzmina          |
| Bonn 1989         | Susanne Börnike            | Brigitte Becue       | Elena Volkova             |
| Athènes 1991      | Yelena Rudkovskaya         | Beatrice Câșlaru     | Tanya Dangalakova         |
| Sheffield 1993    | Brigitte Becue             | Anna Nikitina        | Marie Hardiman            |
| Vienne 1995       | Brigitte Becue             | Svitlana Bondarenko  | Alicja Pęczak             |
| Séville 1997      | Ágnes Kovács               | Alicja Pęczak        | Brigitte Becue            |
| Istanbul 1999     | Ágnes Kovács               | Beatrice Câșlaru     | Alicja Pęczak             |
| Helsinki 2000     | Beatrice Câșlaru           | Ágnes Kovács         | Karine Brémond            |
| Berlin 2002       | Mirna Jukić                | Anne Poleska         | Emma Igelström            |
| Madrid 2004       | Mirna Jukić                | Alenka Kejžar        | Elena Bogomazova          |
| Budapest 2006     | Kirsty Balfour             | Yuliya Pidlisna      | Ágnes Kovács              |
| Eindhoven 2008    | Yuliya Efimova             | Mirna Jukić          | Alena Alekseeva           |
| Budapest 2010     | Anastasia Chaun            | Sara Nordenstam      | Rikke Møller Pedersen     |
| Debrecen 2012     | Sara Nordenstam            | Irina Novikova       | Sarah Poewe               |
| Berlin 2014       | Rikke Møller Pedersen      | Molly Renshaw        | Jessica Vall              |
| Londres 2016      | Rikke Møller Pedersen      | Jessica Vall         | Hrafnhildur Lúthersdóttir |
| Glasgow 2018      | Yuliya Efimova             | Jessica Vall         | Molly Renshaw             |
| Budapest 2020     | Molly Renshaw              | Lisa Mamié           | Yuliya Efimova            |
| Rome 2022         | Lisa Mamié                 | Martina Carraro      | Kotryna Teterevkova       |
| Belgrade 2024     | Kristýna Horská            | Clara Rybak-Andersen | Lisa Mamié                |

## Papillon

### 50 mètrespapillon
| Édition        | Or                    | Argent                | Bronze             |
| -------------- | --------------------- | --------------------- | ------------------ |
| Istanbul 1999  | Anna-Karin Kammerling | Johanna Sjöberg       | Chantal Groot      |
| Helsinki 2000  | Anna-Karin Kammerling | Karen Egdal           | Martina Moravcová  |
| Berlin 2002    | Anna-Karin Kammerling | Daniela Samulski      | Chantal Groot      |
| Madrid 2004    | Natalya Sutyagina     | Martina Moravcová     | Chantal Groot      |
| Budapest 2006  | Therese Alshammar     | Anna-Karin Kammerling | Chantal Groot      |
| Eindhoven 2008 | Chantal Groot         | Inge Dekker           | Svetlana Khokhlova |
| Budapest 2010  | Therese Alshammar     | Jeanette Ottesen      | Mélanie Henique    |
| Debrecen 2012  | Sarah Sjöström        | Triin Aljand          | Ingvild Snildal    |
| Berlin 2014    | Sarah Sjöström        | Jeanette Ottesen      | Francesca Halsall  |
| Londres 2016   | Sarah Sjöström        | Jeanette Ottesen      | Francesca Halsall  |
| Glasgow 2018   | Sarah Sjöström        | Emilie Beckmann       | Kimberly Buys      |
| Budapest 2020  | Ranomi Kromowidjojo   | Mélanie Henique       | Emilie Beckmann    |
| Rome 2022      | Sarah Sjöström        | Marie Wattel          | Maaike de Waard    |
| Belgrade 2024  | Sara Junevik          | Roos Vanotterdijk     | Anna Ntountounaki  |

### 100 mètrespapillon
| Édition           | Or                            | Argent                | Bronze                |
| ----------------- | ----------------------------- | --------------------- | --------------------- |
| Turin 1954        | Jutta Langenau                | Mária Littomeritzky   | Ursula Happe          |
| Budapest 1958     | Tineke Lagerberg              | Atie Voorbij          | Marta Skupilová       |
| Leipzig 1962      | Ada Kok                       | Ute Noack             | Marianne Heemskerk    |
| Utrecht 1966      | Ada Kok                       | Heike Hustede         | Eila Pyrhönen         |
| Barcelone 1970    | Andrea Gyarmati               | Helga Lindner         | Edeltraud Koch        |
| Vienne 1974       | Rosemarie Kother              | Anne-Katrin Leucht    | Gunilla Andersson     |
| Jönköping 1977    | Andrea Pollack                | Christiane Knacke     | Ineke Ran             |
| Split 1981        | Ute Geweniger                 | Ines Geißler          | Karin Seick           |
| Rome 1983         | Ines Geißler                  | Cornelia Polit        | Cinzia Savi Scarpone  |
| Sofia 1985        | Kornelia Gressler             | Birte Weigang         | Tatyana Kurnikova     |
| Schiltigheim 1987 | Kristin Otto                  | Birte Weigang         | Catherine Plewinski   |
| Bonn 1989         | Catherine Plewinski           | Jacqueline Jacob      | Kathleen Nord         |
| Athènes 1991      | Catherine Plewinski           | Inge de Bruijn        | Therèse Lundin        |
| Sheffield 1993    | Catherine Plewinski           | Franziska van Almsick | Bettina Ustrowski     |
| Vienne 1995       | Mette Jacobsen                | Ilaria Tocchini       | Cécile Jeanson        |
| Séville 1997      | Mette Jacobsen                | Martina Moravcová     | Johanna Sjöberg       |
| Istanbul 1999     | Inge de Bruijn                | Johanna Sjöberg       | Diana Mocanu          |
| Helsinki 2000     | Martina Moravcová             | Otylia Jędrzejczak    | Johanna Sjöberg       |
| Berlin 2002       | Martina Moravcová             | Otylia Jędrzejczak    | Anna-Karin Kammerling |
| Madrid 2004       | Martina Moravcová             | Malia Metella         | Otylia Jędrzejczak    |
| Budapest 2006     | Inge Dekker                   | Martina Moravcová     | Alena Popchanka       |
| Eindhoven 2008    | Sarah Sjöström                | Inge Dekker           | Aurore Mongel         |
| Budapest 2010     | Sarah Sjöström                | Francesca Halsall     | Therese Alshammar     |
| Debrecen 2012     | Ingvild Snildal               | Martina Granström     | Amit Ivri             |
| Berlin 2014       | Jeanette Ottesen              | Sarah Sjöström        | Ilaria Bianchi        |
| Londres 2016      | Sarah Sjöström                | Jeanette Ottesen      | Ilaria Bianchi        |
| Glasgow 2018      | Sarah Sjöström                | Svetlana Chimrova     | Elena Di Liddo        |
| Budapest 2020     | Marie Wattel Ánna Dountounáki | NC                    | Louise Hansson        |
| Rome 2022         | Sarah Sjöström                | Marie Wattel          | Lana Pudar            |
| Belgrade 2024     | Roos Vanotterdijk             | Georgia Damasioti     | Sara Junevik          |

### 200 mètrespapillon
| Édition           | Or                    | Argent                | Bronze               |
| ----------------- | --------------------- | --------------------- | -------------------- |
| Barcelone 1970    | Helga Lindner         | Mirjana Šegrt         | Evelyn Stolze        |
| Vienne 1974       | Rosemarie Kother      | Anne-Katrin Leucht    | Barbara Schwarzfeldt |
| Jönköping 1977    | Anett Fiebig          | Andrea Pollack        | Sue Jenner           |
| Split 1981        | Ines Geißler          | Heike Dähne           | Agnieszka Czopek     |
| Rome 1983         | Cornelia Polit        | Ines Geißler          | Conny van Bentum     |
| Sofia 1985        | Jacqueline Alex       | Kornelia Greßler      | Petra Zindler        |
| Schiltigheim 1987 | Kathleen Nord         | Birte Weigang         | Stela Pura           |
| Bonn 1989         | Kathleen Nord         | Jacqueline Jacob      | Mette Jacobsen       |
| Athènes 1991      | Mette Jacobsen        | Sabine Herbst         | Berit Puggaard       |
| Sheffield 1993    | Krisztina Egerszegi   | Katrin Jäke           | Bárbara Franco       |
| Vienne 1995       | Michelle Smith        | Mette Jacobsen        | Sophia Skou          |
| Séville 1997      | María Peláez          | Michelle Smith        | Mette Jacobsen       |
| Istanbul 1999     | Mette Jacobsen        | María Peláez          | Otylia Jędrzejczak   |
| Helsinki 2000     | Otylia Jędrzejczak    | Mette Jacobsen        | Mireia García        |
| Berlin 2002       | Otylia Jędrzejczak    | Éva Risztov           | Annika Mehlhorn      |
| Madrid 2004       | Otylia Jędrzejczak    | Paola Cavallino       | Mette Jacobsen       |
| Budapest 2006     | Otylia Jędrzejczak    | Francesca Segat       | Caterina Giacchetti  |
| Eindhoven 2008    | Aurore Mongel         | Emese Kovács          | Mireia Belmonte      |
| Budapest 2010     | Katinka Hosszú        | Zsuzsanna Jakabos     | Ellen Gandy          |
| Debrecen 2012     | Katinka Hosszú        | Zsuzsanna Jakabos     | Martina Granström    |
| Berlin 2014       | Mireia Belmonte       | Judit Ignacio         | Katinka Hosszú       |
| Londres 2016      | Franziska Hentke      | Liliána Szilágyi      | Judit Ignacio        |
| Glasgow 2018      | Boglárka Kapás        | Svetlana Chimrova     | Alys Thomas          |
| Budapest 2020     | Boglárka Kapás        | Katinka Hosszú        | Svetlana Chimrova    |
| Rome 2022         | Lana Pudar            | Helena Rosendahl Bach | Ilaria Cusinato      |
| Belgrade 2024     | Helena Rosendahl Bach | Lana Pudar            | Boglárka Kapás       |

## 4 nages

### 200 mètres4 nages
| Édition           | Or                              | Argent                 | Bronze              |
| ----------------- | ------------------------------- | ---------------------- | ------------------- |
| Barcelone 1970    | Martina Grunert                 | Evelyn Stolze          | Shelagh Ratcliffe   |
| Vienne 1974       | Ulrike Tauber                   | Andrea Hübner          | Irina Fetisova      |
| Jönköping 1977    | Ulrike Tauber                   | Sabine Kahle           | Olga Klevakina      |
| Split 1981        | Ute Geweniger                   | Petra Schneider        | Olga Klevakina      |
| Rome 1983         | Ute Geweniger                   | Kathleen Nord          | Irina Gerassimova   |
| Sofia 1985        | Kathleen Nord                   | Sonia Blagoeva         | Susanne Börnike     |
| Schiltigheim 1987 | Cornelia Sirch                  | Daniela Hunger         | Noemi Lung          |
| Bonn 1989         | Daniela Hunger                  | Marianne Muis          | Mildred Muis        |
| Athènes 1991      | Daniela Hunger                  | Beatrice Câșlaru       | Marion Zoller       |
| Sheffield 1993    | Daniela Hunger                  | Darya Shmeleva         | Silvia Parera       |
| Vienne 1995       | Michelle Smith                  | Brigitte Becue         | Alicja Pęczak       |
| Séville 1997      | Oksana Verevka                  | Martina Moravcová      | Yana Klochkova      |
| Istanbul 1999     | Yana Klochkova                  | Beatrice Câșlaru       | Sabine Herbst-Klenz |
| Helsinki 2000     | Yana Klochkova Beatrice Câșlaru | Non décernée           | Sue Rolph           |
| Berlin 2002       | Yana Klochkova                  | Hanna Shcherba         | Alenka Kejzar       |
| Madrid 2004       | Yana Klochkova                  | Hanna Shcherba         | Beatrice Câșlaru    |
| Budapest 2006     | Laure Manaudou                  | Katarzyna Baranowska   | Alessia Filippi     |
| Eindhoven 2008    | Mireia Belmonte                 | Evelyn Verrasztó       | Camille Muffat      |
| Budapest 2010     | Katinka Hosszú                  | Evelyn Verrasztó       | Hannah Miley        |
| Debrecen 2012     | Katinka Hosszú                  | Sophie Allen           | Evelyn Verrasztó    |
| Berlin 2014       | Katinka Hosszú                  | Aimee Willmott         | Lisa Zaiser         |
| Londres 2016      | Katinka Hosszú                  | Siobhan-Marie O'Connor | Hannah Miley        |
| Glasgow 2018      | Katinka Hosszú                  | Ilaria Cusinato        | Maria Ugolkova      |
| Budapest 2020     | Anastasia Gorbenko              | Abbie Wood             | Katinka Hosszú      |
| Rome 2022         | Anastasia Gorbenko              | Marrit Steenbergen     | Sara Franceschi     |
| Belgrade 2024     | Anastasia Gorbenko              | Lea Polonsky           | Barbora Seemanová   |

### 400m4 nages
| Édition           | Or                         | Argent                                    | Bronze               |
| ----------------- | -------------------------- | ----------------------------------------- | -------------------- |
| Leipzig 1962      | Adrie Lasterie             | Anita Lonsbrough                          | Marta Egervari       |
| Utrecht 1966      | Betty Heukels              | Heidi Pechstein                           | Lyudmila Khaziyeva   |
| Barcelone 1970    | Evelyn Stolze              | Brigitte Schuchardt                       | Shelagh Ratcliffe    |
| Vienne 1974       | Ulrike Tauber              | Gudrun Wegner                             | Susan Richardson     |
| Jönköping 1977    | Ulrike Tauber              | Sabine Kahle                              | Sharron Davies       |
| Split 1981        | Petra Schneider            | Ute Geweniger                             | Agnieszka Czopek     |
| Rome 1983         | Kathleen Nord              | Petra Schneider                           | Petra Zindler        |
| Sofia 1985        | Kathleen Nord              | Cornelia Sirch                            | Sonia Blagoeva       |
| Schiltigheim 1987 | Noemi Lung                 | Elena Dendeberova                         | Kathleen Nord        |
| Bonn 1989         | Daniela Hunger             | Krisztina Egerszegi                       | Grit Müller          |
| Athènes 1991      | Krisztina Egerszegi        | Beatrice Câșlaru                          | Ewa Synowska         |
| Sheffield 1993    | Krisztina Egerszegi        | Darya Shmeleva                            | Hana Černá           |
| Vienne 1995       | Krisztina Egerszegi        | Michelle Smith                            | Cathleen Rund        |
| Séville 1997      | Michelle Smith             | Yana Klochkova                            | Hana Černá           |
| Istanbul 1999     | Yana Klochkova             | Beatrice Câșlaru                          | Hana Černá           |
| Helsinki 2000     | Yana Klochkova             | Beatrice Câșlaru                          | Yseult Gervy         |
| Berlin 2002       | Yana Klochkova             | Éva Risztov                               | Nicole Hetzer        |
| Madrid 2004       | Yana Klochkova             | Éva Risztov                               | Anja Klinar          |
| Budapest 2006     | Alessia Filippi            | Nicole Hetzer                             | Katarzyna Baranowska |
| Eindhoven 2008    | Alessia Filippi            | Katinka Hosszú                            | Yana Martynova       |
| Budapest 2010     | Hannah Miley               | Katinka Hosszú                            | Zsuzsanna Jakabos    |
| Debrecen 2012     | Katinka Hosszú             | Zsuzsanna Jakabos                         | Barbora Závadová     |
| Berlin 2014       | Katinka Hosszú             | Mireia Belmonte                           | Aimee Willmott       |
| Londres 2016      | Katinka Hosszú             | Hannah Miley                              | Zsuzsanna Jakabos    |
| Glasgow 2018      | Fantine Lesaffre           | Ilaria Cusinato                           | Hannah Miley         |
| Budapest 2020     | Katinka Hosszú             | Viktória Mihályvári-Farkas Aimee Willmott | NC                   |
| Rome 2022         | Viktória Mihályvári-Farkas | Zsuzsanna Jakabos                         | Freya Colbert        |
| Belgrade 2024     | Anastasia Gorbenko         | Vivien Jackl                              | Zsuzsanna Jakabos    |

## Relais

### Relais 4 × 100 mètres nage libre
| Édition           | Or                                                                                  | Argent                                                                            | Bronze                                                                                    |
| ----------------- | ----------------------------------------------------------------------------------- | --------------------------------------------------------------------------------- | ----------------------------------------------------------------------------------------- |
| Bologne 1927      | Royaume-Uni Marion Laverty Elizabeth Valerie Davies Ellen King Joyce Cooper         | Pays-Bas Truus Klapwijk Willy den Turk Marie Braun Maria Vierdag                  | Allemagne Lotte Lehmann Anni Rehborn Marianne Schmidt Reni Erkens                         |
| Paris 1931        | Pays-Bas Truus Baumeister Maria Vierdag Willemijntje den Ouden Marie Braun          | Royaume-Uni Elizabeth Valerie Davies Phyllis Harding Jean McDowell Joyce Cooper   | Hongrie Margit Mallász Ilona Tóth Margit Sipos Magda Lenkei                               |
| Magdebourg 1934   | Pays-Bas Johanna Selbach Anna Timmermans Rie Mastenbroek Willemijntje den Ouden     | Allemagne Ruth Halbsguth Ingrid Ohliger Hilde Salbert Gisela Arendt               | Royaume-Uni Olive Bartle Marjory Hinton Edna Hughes Cecelia Wolstenholme                  |
| Londres 1938      | Danemark Eva Arndt-Riise Gunvor Kraft Birte Ove-Petersen Ragnhild Hveger            | Pays-Bas Alie Stijl Trude Malcorpe Rie van Veen Willemijntje den Ouden            | Royaume-Uni Zipha Grant Joyce Harrowby Marjory Hinton Olive Wadham                        |
| Monaco 1947       | Danemark Eva Svendsen Karen Harup Greta Andersen Fritze Nathansen                   | Pays-Bas Marie Marsman Irma Schuhmacher Marie-Louise Vaessen Johanna Termeulen    | Royaume-Uni Catherine Gibson Lilian Preece Nancy Riach Margaret Wellington                |
| Vienne 1950       | Pays-Bas Ann Masser Johanna Termeulen Marie-Louise Linssen-Vaessen Irma Schumacher  | Danemark Greta Olsen Ulla Madsen Mette Petersen Greta Andersen                    | Suède Marianne Lundqvist Gisela Tidholm Ingegard Fredin Elisabeth Ahlgren                 |
| Turin 1954        | Hongrie Valerie Gyenge Ágota Sebő Judit Temes Katalin Szőke                         | Pays-Bas Loes Zandvliet Johanna De Korte Hettie Balkenende Geertje Wielema        | Allemagne de l'Ouest Käthe Jansen Gisela Von Netz Birgit Klomp Elisabeth Rechlin          |
| Budapest 1958     | Pays-Bas Corrie Schimmel Tineke Lagerberg Geertje Kraan Cocky Gastelaars            | Royaume-Uni Judith Grinham Elspeth Ferguson Judith Samuel Diana Wilkinson         | Suède Birgitta Eriksson Barbro Andersson Karin Larsson Kate Jobson                        |
| Leipzig 1962      | Pays-Bas Cocky Gastelaars Adrie Lasterie Erica Terpstra Ineke Tigelaar              | Royaume-Uni Linda Amos Adrienne Brenner Jennifer Thompson Diana Wilkinson         | Hongrie Maria Frank Zsuzsa Kovács Csilla Madarasz-Bajnogel Katalin Takacs                 |
| Utrecht 1966      | Union soviétique Natalya Sipchenko Antonina Rudenko Natalya Ustinova Tamara Sosnova | Suède Ingrid Gustavsson Ulla Jafvert Ann-Charlott Lilja Ann-Christine Hagberg     | Pays-Bas Toos Beumer Mirjam Van Hemert Bep Weeteling Lidia Schaap                         |
| Barcelone 1970    | Allemagne de l'Est Gabriele Wetzko Iris Komar Elke Sehmisch Sabina Schulze          | Hongrie Andrea Gyarmati Judit Turoczy Edit Kovács Magdolna Patoh                  | Suède Elisabeth Berglund Eva Andersson Anita Zamowiecki Gunilla Jonsson                   |
| Vienne 1974       | Allemagne de l'Est Kornelia Ender Angela Franke Andrea Eife Andrea Hübner           | Pays-Bas Anke Rijnders Ada Pors Veronica Stel Enith Brigitha                      | France Claude Mandonnaud Sylvie Le Noach Chantal Schertz Guylaine Berger                  |
| Jönköping 1977    | Allemagne de l'Est Birgit Treiber Birgit Wächtler Petra Priemer Barbara Krause      | Pays-Bas Ineke Ran Anja van de Bogaerde Annelies Maas Enith Brigitha              | Royaume-Uni Victoria Bullock Mary Houston Sharron Davies Cheryl Brazendale                |
| Split 1981        | Allemagne de l'Est Birgit Meineke Caren Metschuck Ines Diers Susanne Link           | Allemagne de l'Ouest Marion Aizpors Karin Seick Ute Neubert Susanne Schuster      | Pays-Bas Annemarie Verstappen Monique Drost Wilma van Velsen Conny van Bentum             |
| Rome 1983         | Allemagne de l'Est Kristin Otto Susanne Link Cornelia Sirch Birgit Meineke          | Pays-Bas Annemarie Verstappen Wilma van Velsen Elles Voskes Conny van Bentum      | Allemagne de l'Ouest Karin Seick Susanne Schuster Iris Zscherpe Ina Beyermann             |
| Sofia 1985        | Allemagne de l'Est Astrid Strauss Karen König Manuela Stellmach Heike Friedrich     | Allemagne de l'Ouest Iris Zscherpe Susanne Schuster Christiane Pielke Karin Seick | Pays-Bas Conny Van Bentum Ilse Oegama Karin Brienesse Annemarie Verstappen                |
| Schiltigheim 1987 | Allemagne de l'Est Kristin Otto Manuela Stellmach Katrin Meissner Heike Friedrich   | Pays-Bas Marianne Muis Diana van der Plaats Mildred Muis Karin Brienesse          | Allemagne de l'Ouest Stephanie Bofinger Svenja Schlicht Christiane Pielke Karin Seick     |
| Bonn 1989         | Allemagne de l'Est Katrin Meissner Manuela Stellmach Daniela Hunger Heike Friedrich | Pays-Bas Diana van der Plaats Marieke Mastenbroek Mildred Muis Marianne Muis      | Allemagne de l'Ouest Katja Zillox Susanne Bosserhoff Marion Aizpors Birgit Lohberg-Schulz |
| Athènes 1991      | Pays-Bas Diana van der Plaats Inge de Bruijn Marieke Mastenbroek Karin Brienesse    | Allemagne Daniela Hunger Katrin Meissner Dagmar Hase Simone Osygus                | Danemark Mette Nielsen Gitta Jensen Berit Puggard Mette Jacobsen                          |
| Sheffield 1993    | Allemagne Franziska van Almsick Kerstin Kielgass Manuela Stellmach Daniela Hunger   | Suède Ellen Svensson Linda Olofsson Louise Jöhncke Malin Nilsson                  | Russie Svetlana Leshukova Natalia Meshcheryakova Olga Kirichenko Nina Zhivanevskaya       |
| Vienne 1995       | Allemagne Franziska van Almsick Simone Osygus Kerstin Kielgass Daniela Hunger       | Suède Louise Jöhncke Louise Karlsson Linda Olofsson Ellenor Svensson              | Royaume-Uni Sue Rolph Claire Huddart Alex Bennett Karen Pickering                         |
| Séville 1997      | Allemagne Katrin Meissner Simone Osygus Antje Buschschulte Sandra Völker            | Suède Louise Jöhncke Josefin Lillhage Malin Svahnström Therese Alshammar          | Russie Svetlana Leshukova Natalia Meshcheryakova Inna Yaitskaya Nadezhda Chemesova        |
| Istanbul 1999     | Allemagne Katrin Meissner Antje Buschschulte Franziska van Almsick Sandra Völker    | Suède Louise Jöhncke Josefin Lillhage Malin Svahnström Terese Alshammar           | Royaume-Uni Alison Sheppard Claire Huddart Karen Pickering Sue Rolph                      |
| Helsinki 2000     | Suède Louise Jöhncke Johanna Sjöberg Anna-Karin Kammerling Therese Alshammar        | Italie Luisa Striani Sara Parise Cecilia Vianini Cristina Chiuso                  | Belgique Nina van Koeckhoven Liesbet Dreesen Sofie Goffin Tine Bossuyt                    |

### Relais 4 × 200 mètres nage libre
| Édition           | Or                                                                               | Argent                                                                          | Bronze                                                                              |
| ----------------- | -------------------------------------------------------------------------------- | ------------------------------------------------------------------------------- | ----------------------------------------------------------------------------------- |
| Rome 1983         | Allemagne de l'Est Kristin Otto Astrid Strauss Cornelia Sirch Birgit Meineke     | Allemagne de l'Ouest Jutta Kalweit Birgit Kowalczyk Petra Zindler Ina Beyermann | Pays-Bas Annemarie Verstappen Jolande van de Meer Reggie de Jong Conny van Bentum   |
| Sofia 1985        | Allemagne de l'Est Astrid Strauss Karen König Manuela Stellmach Heike Friedrich  | Pays-Bas Jolanda Van De Meer Ilse Oegama Mildred Muis Conny Van Bentum          | Suède Suzanne Nilsson Maria Kardum Agneta Eriksson Eva Nyberg                       |
| Schiltigheim 1987 | Allemagne de l'Est Manuela Stellmach Astrid Strauss Anke Möhring Heike Friedrich | Roumanie Luminita Dobrescu Stela Pura Anca Pătrășcoiu Noemi Lung                | Allemagne de l'Ouest Svenja Schlicht Heike Höller Julia Lebek Birgit Schulz-Lohberg |
| Bonn 1989         | Allemagne de l'Est Anke Möhring Manuela Stellmach Daniela Hunger Heike Friedrich | Pays-Bas Diana van der Plaats Kirsten Silvester Mildred Muis Marianne Muis      | Italie Tanya Vannini Orietta Patron Silvia Persi Manuela Melchiorri                 |
| Athènes 1991      | Danemark Annette Poulsen Gitta Jensen Berit Puggard Mette Jacobsen               | Allemagne Dagmar Hase Manuela Stellmach Simone Osygus Heike Friedrich           | Pays-Bas Ellen Elzerman Baukje Wiersma Diana van der Plaats Karin Brienesse         |
| Sheffield 1993    | Allemagne Kerstin Kielgass Simone Osygus Franziska van Almsick Dagmar Hase       | Suède Louise Jöhncke Magdalena Schultz Therese Lundin Malin Nilsson             | Royaume-Uni Sarah Hardcastle Debbie Armitage Claire Huddart Karen Pickering         |
| Vienne 1995       | Allemagne Dagmar Hase Julia Jung Kerstin Kielgass Franziska van Almsick          | Pays-Bas Carla Geurts Minouche Smit Patricia Stokkers Kirsten Vlieghuis         | Royaume-Uni Vickey Horner Claire Huddart Katja Goddard Alex Bennett                 |
| Séville 1997      | Allemagne Dagmar Hase Janina Götz Antje Buschschulte Kerstin Kielgass            | Suède Louise Jöhncke Josefin Lillhage Johanna Sjöberg Malin Svahnström          | Danemark Britt Raab Berrit Pugaard Mette Jacobsen Ditte Jensen                      |
| Istanbul 1999     | Allemagne Franziska van Almsick Silvia Szalai Hannah Stockbauer Kerstin Kielgass | Suède Josefin Lillhage Malin Svahnström Johanna Sjöberg Louise Jöhncke          | Roumanie Camelia Potec Lorena Diaonescu Simona Paduraru Beatrice Caslaru            |
| Helsinki 2000     | Roumanie Camelia Potec Simona Păduraru Ioana Diaconescu Beatrice Caslaru         | Italie Luisa Striani Cecilia Vianini Sara Parise Sara Goffi                     | France Solenne Figuès Laetitia Choux Katarine Quelennec Alicia Bozon                |
| Berlin 2002       | Allemagne Petra Dallmann Alessa Ries Hannah Stockbauer Franziska van Almsick     | Espagne Laura Roca Melissa Caballero Erika Villaécija Tatiana Rouba             | Suède Josefin Lillhage Johanna Sjöberg Lisa Wanberg Ida Mattson                     |
| Madrid 2004       | Espagne Tatiana Rouba Melissa Caballero Laura Roca Erika Villaécija              | France Céline Couderc Katarin Quelennec Elsa N'Guessan Solenne Figuès           | Roumanie Camelia Potec Larisa Lacusta Béatrice Caslaru Simona Paduraru              |
| Budapest 2006     | Allemagne Petra Dallmann Daniela Samulski Britta Steffen Annika Liebs            | Pologne Otylia Jedrzejczak Joanna Budzis Agata Zwiejska Paulina Barzycka        | France Alena Popchanka Sophie Huber Aurore Mongel Laure Manaudou                    |
| Eindhoven 2008    | France Laure Manaudou Coralie Balmy Mylène Lazare Alena Popchanka                | Royaume-Uni Joanne Jackson Melanie Marshall Ellen Gandy Caitlin McClatchey      | Italie Alice Carpanese Federica Pellegrini Alessia Filippi Renata Spagnolo          |
| Budapest 2010     | Hongrie Ágnes Mutina Eszter Dara Katinka Hosszú Evelyn Verrasztó                 | France Coralie Balmy Ophélie-Cyrielle Étienne Margaux Farrell Camille Muffat    | Royaume-Uni Rebecca Adlington Jazmin Carlin Hannah Miley Joanne Jackson             |

### Relais 4 × 100 mètres 4 nages
| Édition           | Or                                                                                        | Argent | Bronze                                                                              |
| ----------------- | ----------------------------------------------------------------------------------------- | --- | ----------------------------------------------------------------------------------- |
| Budapest 1958     | Pays-Bas Lenie de Nijs Ada den Haan Aartje Voorbij Cocky Gastelaars                       | Union soviétique Larisa Viktorova Eve Uusmees Galina Kamaeva Ulvi Voog                                          | Royaume-Uni Judy Grinham Anita Lonsbrough Christine Gosden Diana Wilkinson          |
| Leipzig 1962      | Allemagne de l'Est Ingrid Schmidt Barbara Göbel Ute Noack Heidi Pechstein                 | Pays-Bas Ria van Velsen Klena Bimolt Ada Kok Ineke Tigelaar                                                     | Royaume-Uni Linda Ludgrove Anita Lonsbrough Mary-Anne Cotterill Diana Wilkinson     |
| Utrecht 1966      | Pays-Bas Cobie Sikkens Gretta Kok (en) Ada Kok Toos Beumer                                | Union soviétique Natalya Mikhaylova Galina Prozumenschikova Tatyana Devyatova Antonina Rudenko                  | Royaume-Uni Linda Ludgrove Diana Harris Mary-Anne Cotterill Pauline Sillett         |
| Barcelone 1970    | Allemagne de l'Est Barbara Hofmeister Brigitte Schuchardt Helga Lindner Gabriele Wetzko   | Union soviétique Tinatin Lekveishvili Galina Stepanova-Prozumenchikova Valentina Tutayeva Tatyana Zolotnitskaya | Allemagne de l'Ouest Angelika Kraus Uta Frommater Heike Nagel Heidemarie Reineck    |
| Vienne 1974       | Allemagne de l'Est Ulrike Richter Renate Vogel Rosemarie Kother Kornelia Ender            | Allemagne de l'Ouest Angelika Griesser Christel Justen Beate Jasch Jutta Weber                                  | Suède Gunilla Lundberg Jeanette Pettersson Gunilla Andersson Diana Olsson           |
| Jönköping 1977    | Allemagne de l'Est Ulrike Richter Carola Nitschke Andrea Pollack Roswitha Krause          | Union soviétique Kaire Indriksson Yuliya Bogdanova Olga Klevakina Larisa Tsaryova                               | Allemagne de l'Ouest Heike John Dagmar Rehak Karin Seick Jutta Meeuw                |
| Split 1981        | Allemagne de l'Est Ina Kleber Ute Geweniger Ines Geißler Caren Metschuck                  | Union soviétique Larisa Gorchakova Larisa Byelokon Natalya Pokas Natalya Strunnikova                            | Allemagne de l'Ouest Ute Neubert Andrea Schonborn Karin Seick Marion Aizpors        |
| Rome 1983         | Allemagne de l'Est Ina Kleber Ute Geweniger Ines Geissler Birgit Meineke                  | Union soviétique Jolanda de Rover Petra van Staveren Annemarie Verstappen Conny van Bentum                      | Allemagne de l'Ouest Svenja Schlicht Ute Hasse Ina Beyermann Karin Seick            |
| Sofia 1985        | Allemagne de l'Est Birte Weigang Sylvia Gerasch Kornelia Gressler Heike Friedrich         | Union soviétique Natalya Shibayeva Svetlana Kuzmina Tatyana Kurnikova Elena Dendeberova                         | Bulgarie Bistra Gospodinova Tania Bogomilova Radovesta Pironkova Vania Argirova     |
| Schiltigheim 1987 | Allemagne de l'Est Kristin Otto Silke Hörner Birte Weigang Manuela Stellmach              | Italie Lorenza Vigarani Manuela Dalla Valle Ilaria Tocchini Silvia Persi                                        | Allemagne de l'Ouest Svenja Schlicht Britta Dahm Susanne Schuster Christiane Pielke |
| Bonn 1989         | Allemagne de l'Est Kristin Otto Susanne Börnike Katrin Meissner Jacqueline Jacob          | Italie Lorenza Vigarani Manuela Dalla Valle Manuela Carosi Silvia Persi                                         | Pays-Bas Ellen Elzerman Kira Bulten Judith Anema Marianne Muis                      |
| Athènes 1991      | Union soviétique Natalya Krupskaya Elena Roudkovskaya Elena Kononenko Yevgeniya Yermakova | Allemagne Dagmar Hase Sylvia Gerasch Katrin Meissner Simone Osygus                                              | Pays-Bas Ellen Elzerman Kira Bulten Inge de Bruijn Karin Brienesse                  |
| Sheffield 1993    | Allemagne Sandra Völker Sylvia Gerasch Bettina Ustrowski Franziska van Almsick            | Russie Nina Zhivanevskaya Olga Prokhorova Svetlana Pozdeyeva Natalia Meshcheryakova                             | Royaume-Uni Kathy Osher Jaime King Nicola Goodwin Karen Pickering                   |
| Vienne 1995       | Allemagne Cathleen Rund Jana Dörries Julia Voitowitch Franziska van Almsick               | Hongrie Krisztina Egerszegi Ágnes Kovács Edit Klocker Gyöngyver Lakos                                           | Espagne María Tato María Olay María Pelaez Claudia Franco                           |
| Séville 1997      | Allemagne Antje Buschschulte Sylvia Gerasch Katrin Meissner Sandra Völker                 | Russie Olga Kochetkova Olga Landik Svetlana Pozdeyeva Natalia Meshcheryakova                                    | Royaume-Uni Sarah Price Jaime King Caroline Foot Karen Pickering                    |
| Istanbul 1999     | Suède Terese Alshammar Maria Östling Johanna Sjöberg Malin Svahnström                     | Allemagne Sandra Völker Silvia Pulfrich Franziska van Almsick Katrin Meissner                                   | Royaume-Uni Katy Sexton Zoe Baker Sue Rolph Karen Pickering                         |